# Rudolf Georg Strey
Rudolf Georg Strey (1907 - 1988) fue un botánico alemán, que vivió en Sudáfrica, que se desempeñó como curador del Herbario de Durban, en KwaZulu-Natal. Y científico en el "Instituto Nacional de Investigaciones Botánicos de Durban".

## Eponimia
- (Aizoaceae) Lithops streyi Schwantes[3]
- (Apiaceae) Anginon streyi (Merxm.) I.Allison & B.-E.van Wyk[4]
- (Asclepiadaceae) Piaranthus streyianus Nel in A.G.J.Herre[5]
- (Crassulaceae) Septimia streyi (Toelken) P.V.Heath[6]
- (Fabaceae) Indigofera streyana Merxm.[7]
- (Iridaceae) Lapeirousia streyi Suess.[8]
- (Meliaceae) Turraea streyi F.White & Styles[9]
- (Rubiaceae) Anthospermum streyi Puff[10]